# Savoyai Mária Jozefina Lujza szárd királyi hercegnő
Mária Jozefina Lujza (Torino, Savoya, Szárd Királyság, 1753. szeptember 2. – Hartwell, Buckinghamshire, Nagy-Britannia), XV. Lajos francia király unokájával kötött házassága révén francia hercegné és Provance grófnéja. 1795-től férjét XVIII. Lajos néven királynak ismerik el, így a grófné formálisan Franciaország királynéja 1810-ben bekövetkezett haláláig. Azonban ténylegesen sosem lett királyné, mivel azelőtt elhunyt, hogy hitvese hivatalosan is trónra léphetett volna 1814-ben.
A hercegnő 1771-ben lett Lajost Ágost francia dauphin legidősebb öccsének felesége. Saját húga, Mária Terézia egyben sógornője is lett, miután 1773-ban hozzáment Artois grófjához, a francia hercegek legkisebb fivéréhez. A grófné a versailles-i udvarban nem találta a helyét, ahol rosszindulatú pletykák és gúnyolódás tárgya lett, egyúttal rivalizálni kezdett másik sógornőjével, Marie Antoinette királynéval. A szerelmet végül társalkodónőjében, Marguerite de Gourbillon személyében találta meg. A forradalom alatt külföldre menekült és ott is hunyt el angliai száműzetésben. Nem születtek gyermekei.

## A kezdetek (1753–1774)

### Származása és családja

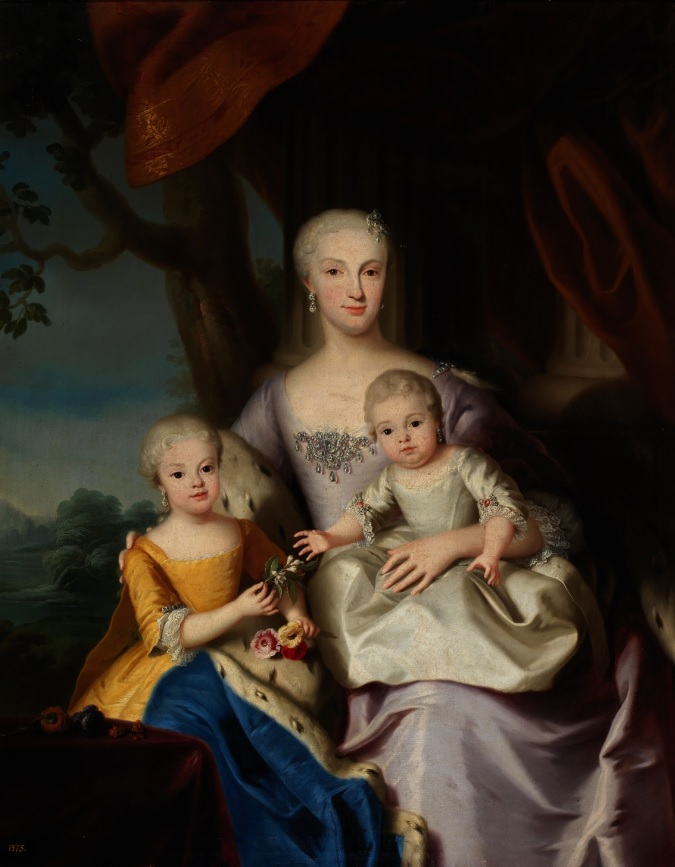
Mária Antonietta spanyol infánsnő két leányával, Mária Jozefinával (balra) és Mária Teréziával (jobbra)

A hercegnő a torinói királyi palotában született 1753. szeptember 2-án Mária Jozefina Lujza Benedikta (olaszul: Maria Giuseppina Luigia Benedetta) néven a Savoyai-ház tagjaként. Születésekor apja, Viktor Amadé herceg a Szárd Királyság örököse volt III. Károly Emánuel szárd–piemonti király legidősebb fiaként. Édesanyja, Mária Antonietta infánsnő a spanyol Bourbon-házból származott, mint V. Fülöp spanyol király legfiatalabb leánya.
Mária Jozefina szülei harmadik gyermeke volt. Bátyja, a trónöröklési sorban harmadik Károly Emánuel herceg 1751-ben született, míg nővére, Izabella Sarolta hercegnő 1752-ben (ám ő nem sokkal ezt követően, 1755-ben fiatalon elhunyt). A szülőknek még további kilenc gyermeke született. Az összesen tizenkét gyermekből Mária Jozefinával együtt kilencen érték meg a felnőttkort. Testvérei közül később hárman is a francia királyi család egy tagjával kötöttek nászt. Testvérei között van Viktor Emánuel, Aosta hercege és Károly Félix, Genova hercege is, akik mindketten gyermektelen bátyjukat, Károly Emánuelt követték a szárd–piemonti trónon.

### Házassága

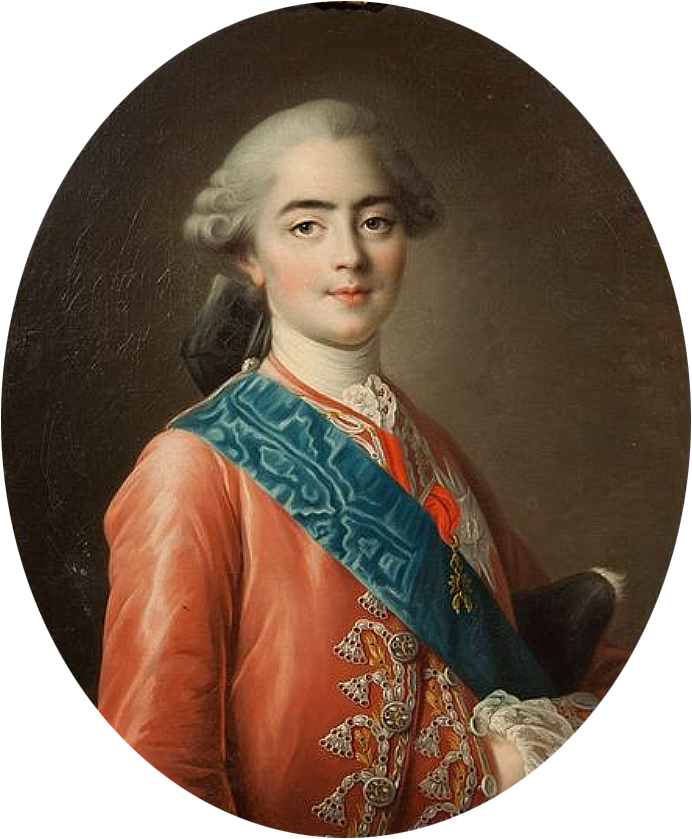
Mária Jozefina férjének, Lajos Szaniszló, Provance grófjának portréja 1771-ből, házasságuk évéből

XV. Lajos francia király fő és külügyminisztere, Choiseul herceg 1770-ben hozta tető alá az osztrák–francia megbékélés zálogaként a trónörökös, Lajost Ágost dauphin és Mária Antónia főhercegnő házasságát. Mivel Jeanne du Barry, a király szeretője támogatta a Szárd Királysággal kötendő szövetséget, ám az szembe ment volna Ausztria érdekeivel, így ez a közeledés elmaradt. Az ausztrofil politikát folytató Choiseul herceg 1770 decemberében való menesztésével azonban új helyzet állt elő.

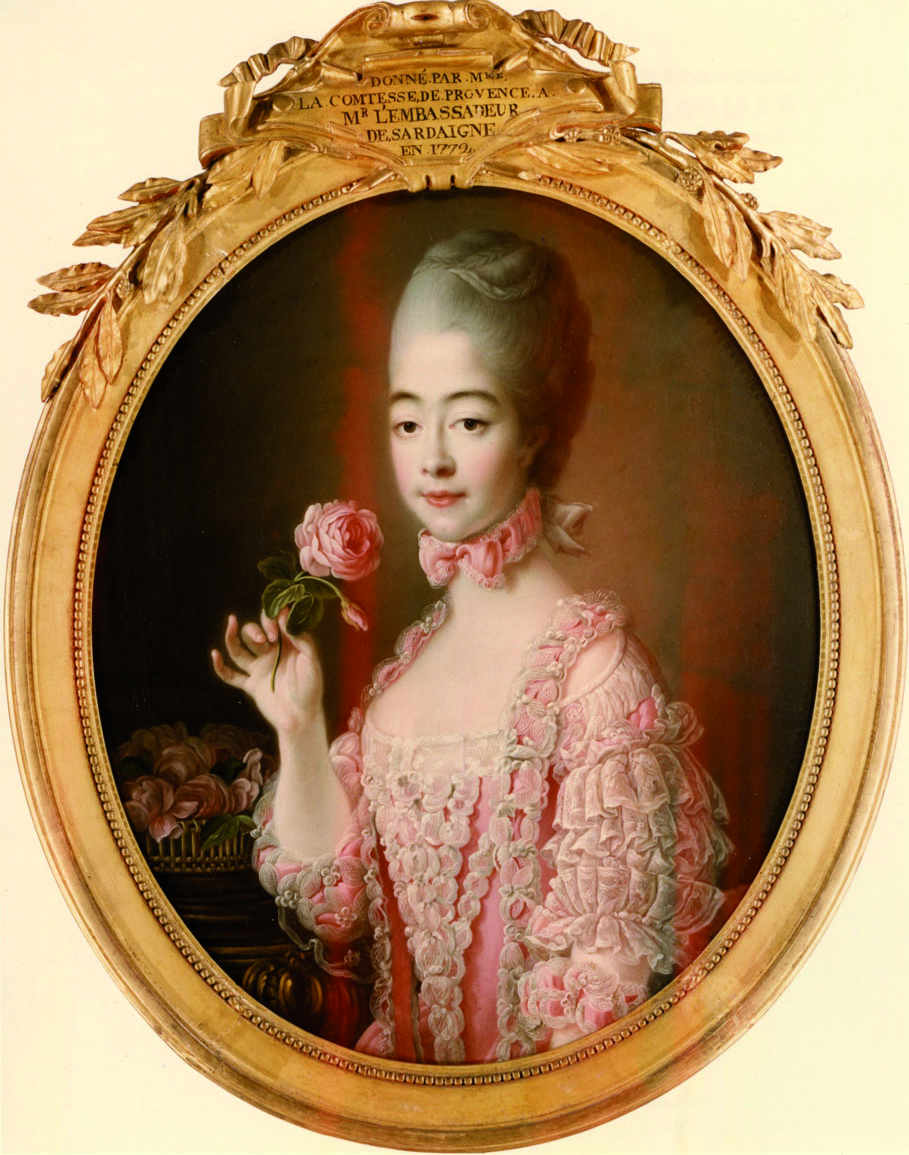
Provance grófnéjának portréja nem sokkal házasságát követően,
1772 körül (Versailles)

Mária Jozefinát rangját és származását tekintve alkalmasnak találták egy francia királyi herceggel való házasságra. Mivel a dauphinnak már volt felesége, így a soron következő legidősebb fiú, Lajos Szaniszló, Provance grófja következett. Házasságukra elsőként meghatalmazottak útján került sor 1771. április 16-án, Torinóban, majd a tényleges, személyes részvétellel zajló esküvői szertartást egy hónappal később, május 14-én tartották a versailles-i kastély kápolnájában. A házasságkor Lajos Szaniszló tizenöt, míg Mária Jozefina tizenhét esztendős volt. Férjével legelőször a fontainebleau-i királyi kastélyban találkozott, ahol jelen volt a hercegnő rokona (másodfokú unokatestvére), az özvegy Lamballe hercegné is.
A násszal Mária Jozefina Provance grófnéja, egyúttal francia hercegné lett, valamint férje után a petite-fille de France (Franciaország unokája) cím is megillette. A házasság végül a francia–savoyai dinasztikus házasságok sorozatának első felvonásának bizonyult, ugyanis a következő négy évben még két nász kötettett a francia Bourbonok és a Savoyai-ház között: 1773 novemberében a grófné legidősebb húga, Mária Terézia hercegnő hozzáment Provance grófjának öccséhez, Károly Fülöp, Artois grófjához, majd 1775 szeptemberében bátyja, Károly Emánuel herceg vette feleségül a francia hercegek idősebb húgát, Klotild hercegnőt.
A király 1774. május 10-én bekövetkezett halálával a trón a grófné sógorára, a dauphinra szállt, aki XVI. Lajos néven követte nagyapját a trónon. Mivel az újdonsült királynak ekkor még feleségétől nem született gyermeke (nászukat hét évig el sem hálják), így a francia trón örököse Mária Jozefina férje, Provance grófja lett. Ezzel a grófot a Monsieur, míg a grófnét a Madame címzés illette.

## Franciaországi élete (1774–1791)

### Provence grófnéjaként

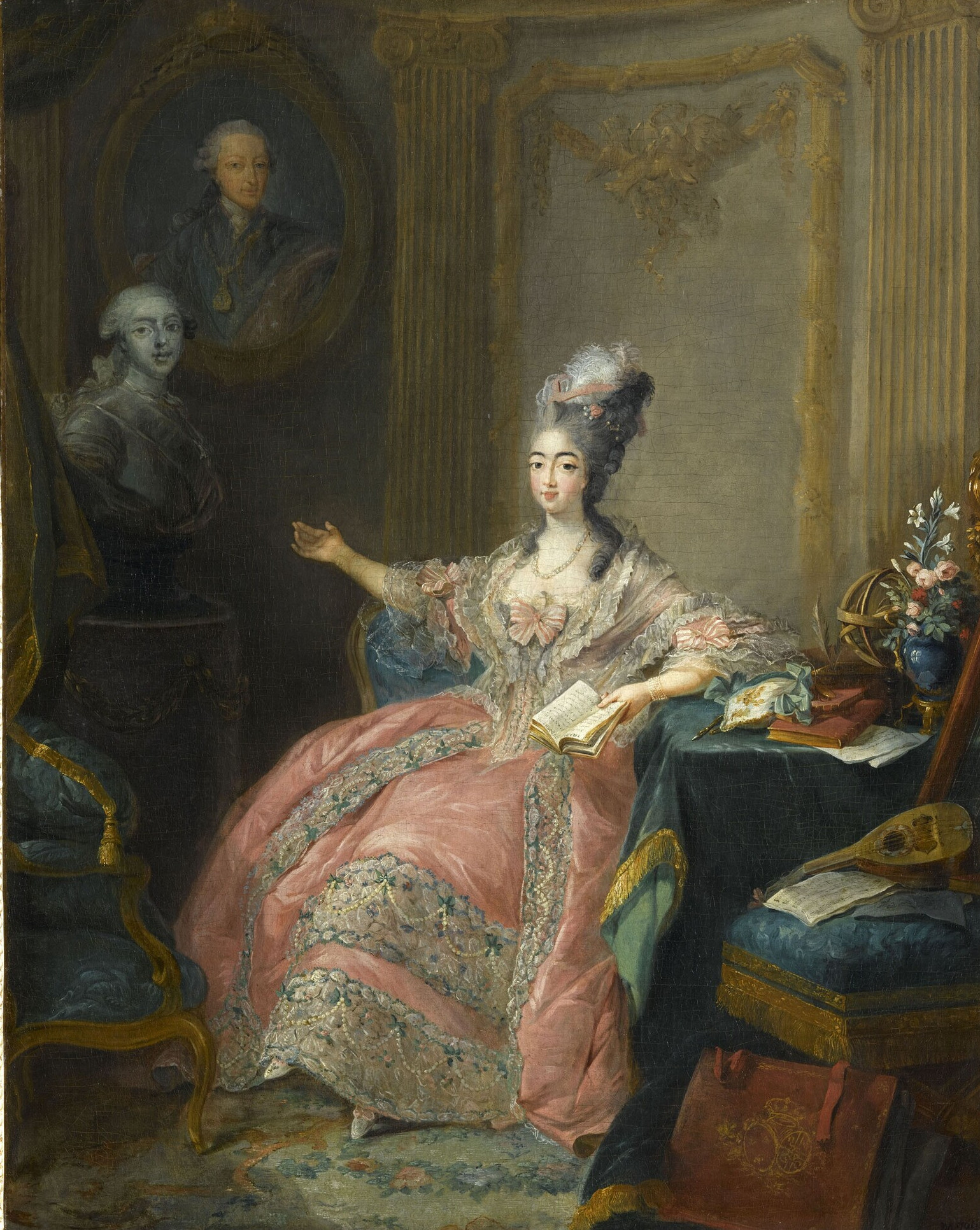
Mária Jozefina portréja 1777-ben, férje, Provance grófjának mellszobrára mutatva (Jean-Baptiste André Gautier-Dagoty, versailles-i kastély)

Mária Jozefina személye nem keltett jó benyomást Franciaországban. A versailles-i udvarban nem kedvelték meg, úgy vélték, a konzervatív szárd királyi családból származó hercegnő szűk látóköre, alacsony műveltsége nem üti meg a francia udvarban elvártakat. Küllemét is rendszeres kritika érte: túl alacsonynak, sápadt bőrűnek tartották, emellett kritizálták orrát (XV. Lajos „gonosz orrúnak” titulálta) és vastag szemöldökét, ami a leírások és a róla fennmaradt portrék szerint egészen a hajáig nyúlt. Az ellene irányuló támadások másik részét életstílusa alapozta meg, a grófné ugyanis hanyagolta a tisztálkodást, nem mosott fogat és a kor divatjával ellentétben nem használt illatos parfümöket sem. II. József császár, a királyné fivére egy 1777-es franciaországi látogatása során azt mondta róla, hogy „csúnya és vulgáris, nem hiába piemonti”.

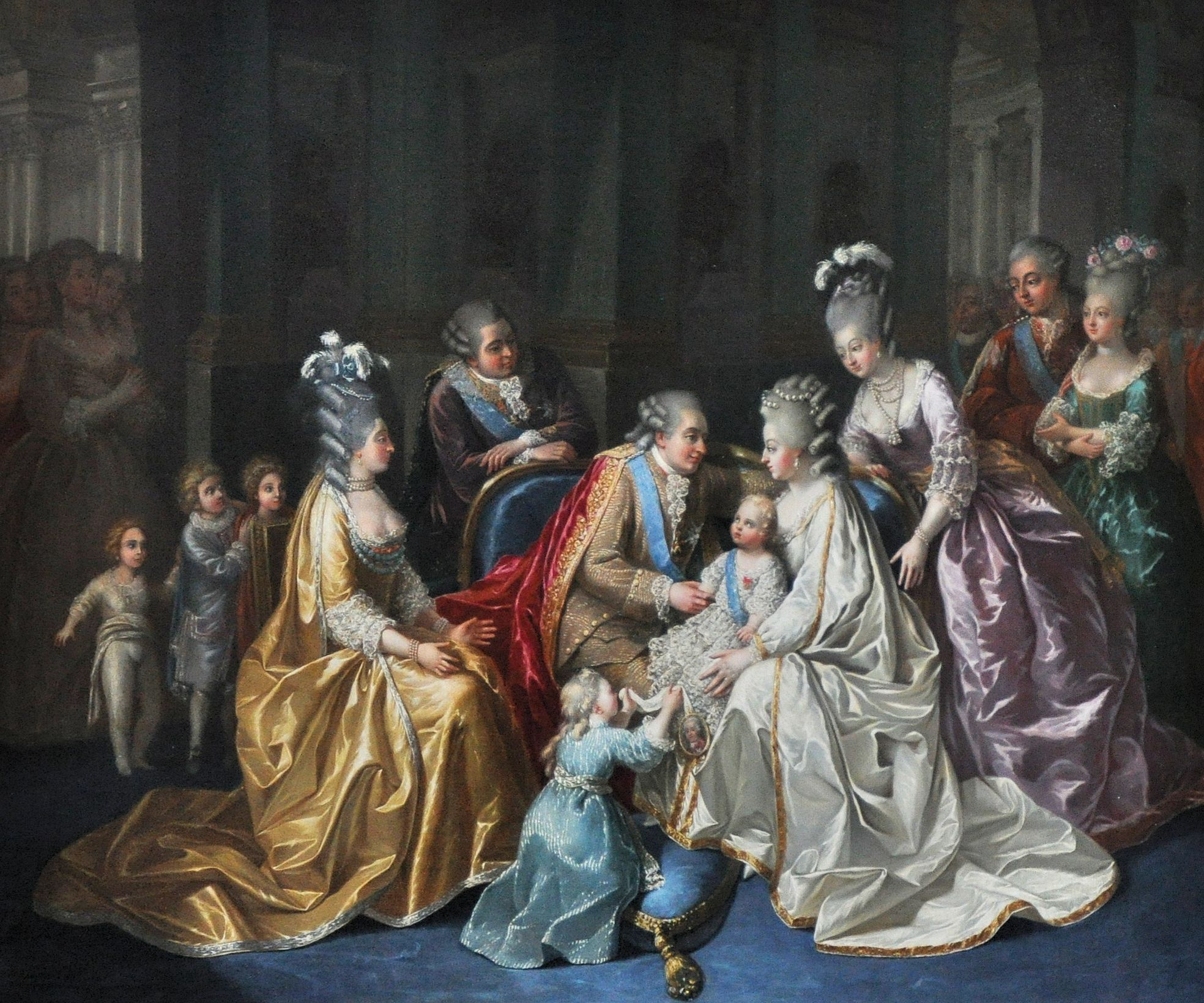
A királyi család 1782-ben: előtérben sárga öltözetben Provance grófnéja, mögötte férje, Lajos Szaniszló

Férjével, Lajos Szaniszlóval való kapcsolata a kezdeti években ugyan békés volt, maga a házasság szerencsétlenül alakult. A gróf nem különösebben kedvelte felesége társaságát, mivel unalmasnak tartotta és hiányolta belőle a finom és magasröptű szellemiséget. Kapcsolatuk gyermektelen maradt. A vélemények megoszlanak arról, hogy Lajos esetleges impotenciája miatt alakult így, vagy mert teljes mértékben idegenkedett felesége közelségétől. A téves híresztelések ellenére azonban nászukat elhálták, a grófné az évek alatt ugyanis kétszer is elvetélt (először 1774-ben, majd 1781-ben). Mivel sógora, XVI. Lajos hét éven keresztül nem hálta el nászát, így Mária Jozefina férje gyakran élcelődött azzal, hogy közte és felesége között mennyire élénk a házastársi viszony.
A kezdeti években a dauphin és dauphine, Marie Antoinette, továbbá Provance grófja és grófnéja, Artois grófja és grófnéja, valamint Lamballe hercegné baráti kört alakított ki. Együtt töltötték estéiket és még színházi darabokban is felléptek. A grófné ekkor a trónörökösné kíséretében is megjelent. Ez azonban megváltozott a király 1774-es halálával. Ezt követően a testvérek és barátok rivalizálni kezdtek egymással. Mária Jozefina az új királynét tekintette elsőszámú vetélytársának, így férjével együtt intrikáltak a királyi pár ellen – gyermekek hiányában azonban a grófné politikai befolyás nélkül maradt.

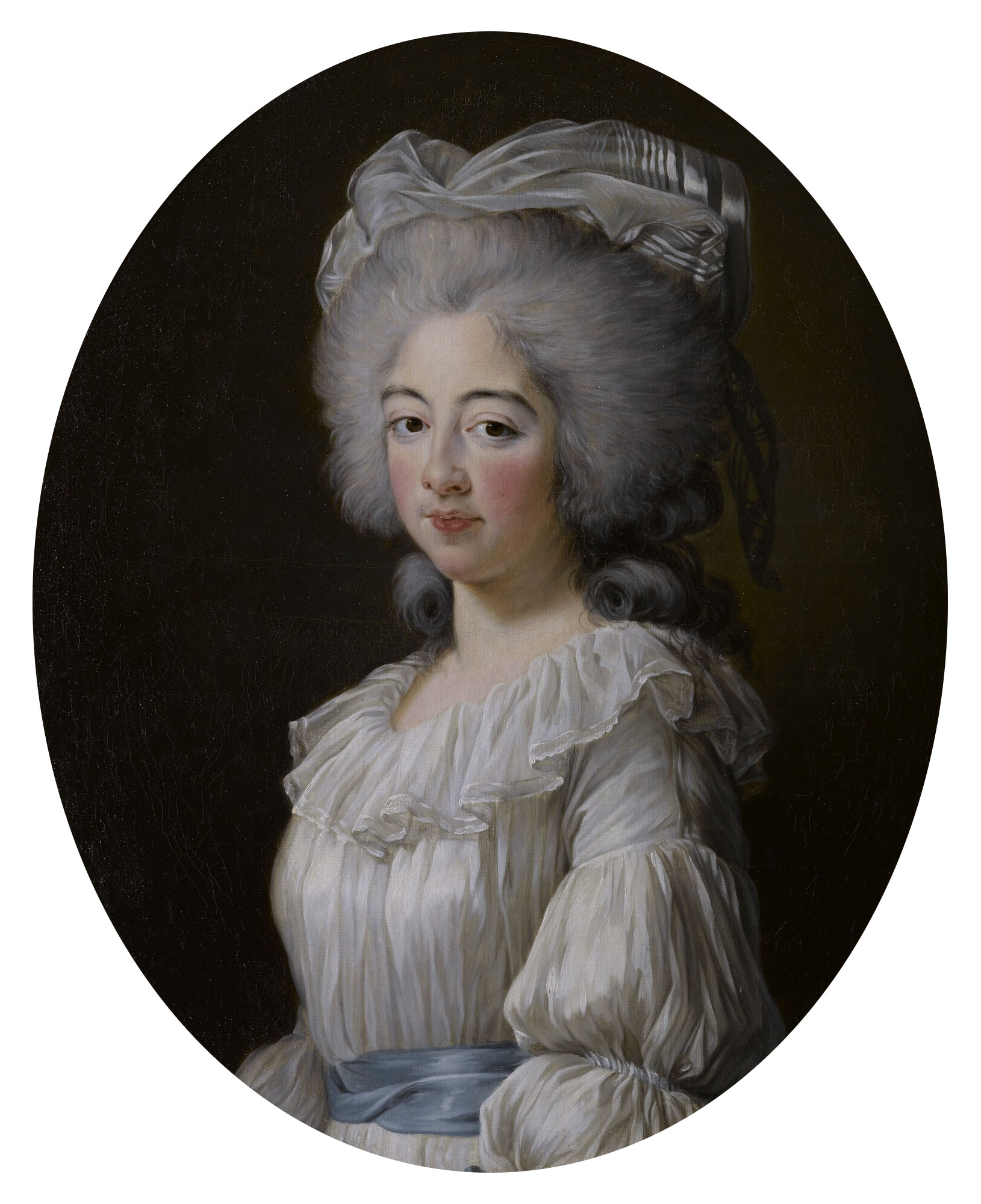
Louise Élisabeth Vigée Le Brun portréja a grófnéról 1783-ban muszlin öltözetben

Idővel a házastársak külön éltek. Lajos Szaniszló ideje nagy részét kegyencével, híresztelések szerint szeretőjével, Antoine Louis François de Bésiade, Avaray hercegével töltötte. Egyes történészek azonban úgy vélik, kapcsolatuk nem szerelmi, csupán szoros baráti volt. Ugyanakkor bizonyosan szeretője lett felesége kíséretének egy tagja, Anne de Balbi grófné. Mindeközben Mária Jozefina szintén szerelmi viszonyt alakított ki egyik társalkodónőjével, Marguerite de Gourbillon-al. Túlnyomórészt montreuil-i magánvillájában, a Pavillon Madame-ban tartózkodott, távol az udvari nyüzsgéstől.

### A forradalom alatt
Lásd még: a francia forradalom cikket
Ellentétben húgával (egyben sógornőjével), Mária Teréziával és annak férjével, Artois grófjával, akik a Bastille 1789. júliusi bevétele után nem sokkal elhagyták az országot, Provence grófja és grófnéja Franciaországban maradt. Jelen voltak a versailles-i kastélyban, amikor 1789. október 5-én lezajlott az „asszonyok menete”. Az esemény után kénytelenek voltak Párizsba költözni: a királynak és királynénak, valamint a család több tagjának a Tuileriák palotája lett az új otthona, míg Mária Jozefina és férje a Luxembourg-palotába költözött, ami korábban is párizsi rezidenciájukként szolgált. Gyakran látogatták a királyi párt, kapcsolatuk a körülmények hatására Marie Antoinette királynéval ekkora rendeződött.
A forradalom radikalizálódásával elhatározták, hogy elhagyják az országot, így 1790 őszétől szökésüket tervezték. Szükségesnek találták, hogy az akciót összehangolják a királyi pár szökésével, mivel veszélyesnek ítélték az országban maradást az ő távozásuk után, de kockázatosnak a királyi párra nézve, ha előttük teszik meg. Provence grófja a tervekről nem tájékoztatta Mária Jozefinát, mivel úgy ítélte meg, hogy feleségének nincs önuralma és elszólná magát. A grófné kegyencét, Marguerite de Gourbillon-t azonban beavatta, hogy minden szükséges előkészületet megtegyen.
Ugyan a király és a királyné szökését ugyan akkorra időzítették, ám a tervek és az útvonalak különböztek. 1791 júniusában a gróf és a grófné kíséretükkel végül sikeresen Osztrák-Németaldölre szökött, a velük egy időben távozó királyi párt azonban Varennes-ban felismerték és letartóztatták. Provance grófja és grófnéja különböző úton távozott: Lajos Szaniszló barátja, Avaray hercegével angol kereskedőknek álcázva magukat, míg Mária Jozefina Gourbillon társaságában tudott sikeresen elmenekülni.

## Későbbi élete (1791–1810)

### Száműzetésben

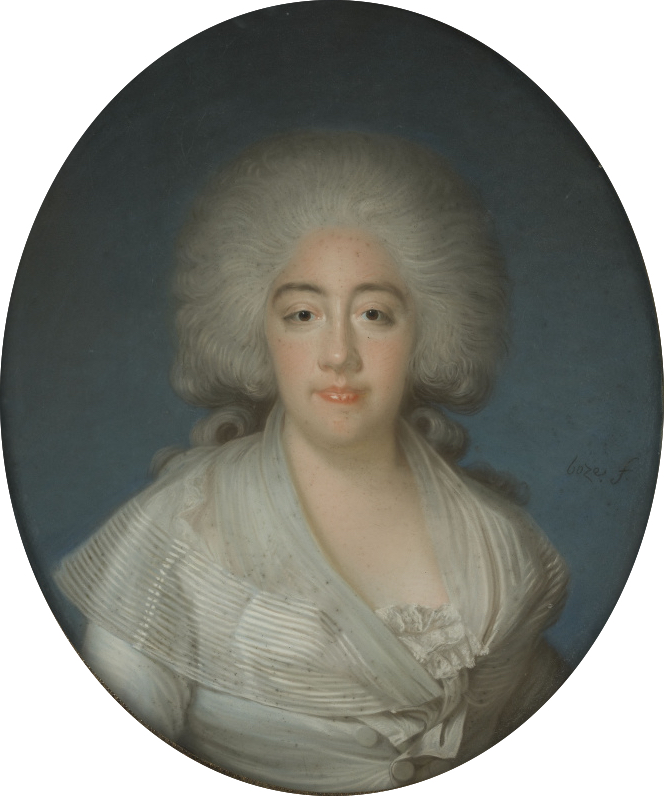
Mária Jozefina, Provence grófnéja az 1800-as évek elején (Joseph Boze, Louvre)

A határon átkelve Namurban találkozott férjével. Onnan Brüsszelbe mentek, hogy Artois grófjával közösen követeljék a kormányzótól, Mária Krisztina főhercegnőtől a francia királyi pár megsegítését, akiket ekkorra már felismertek, ám még a határ közeli Varennes-en-Argonne városában tartottak. A főhercegnő, aki Marie Antoinette nővére volt, azonban megtagadta kérésüket, mondván, hogy a császár, II. Lipót engedélyére volna szüksége.
Dél-Németalföldről a forradalmi hadsereg közeledésére Koblenzbe mentek, ahol Provance grófjának nagybátyja, Kelemen Vencel trieri hercegérsek (a gróf édesanyja, Mária Jozefa fivére) fogadta őket, egyúttal rendelkezésükre bocsájtotta palotáját. A pár itt telepedett le és alakították ki a száműzött franciák emigráns központját. Az ancien régime szokásai és udvari etikettje lépett életbe, így Mária Jozefinának is központi szerep jutott, mivel formálisan ő lett az emigráns udvar első hölgye. Férje és az udvar körül azonban számos befolyásos nő is megjelent kikezdve Provance grófnéjának szerepét, köztük Maria Caterina Brignole, Condé hercegének felesége, továbbá Artois grófjának szeretője, Louise de Polastron, valamint Balbi grófné, Lajos Szaniszló szeretője is.
A valmyi csata (1792. szeptember 20.) után az emigráns francia udvar felszámolásra került. Férje, aki ekkorra már a vesztfáliai Hammban tartózkodott, 1793 decembere és 1794 májusa között meglátogatta Mária Jozefinát, aki idő közben hátrahagyva mindent visszatért édesapja, III. Viktor Amadé udvarába, Torinóba. Férje innen Veronába távozott, ám a grófné nem tartott vele. 1795. június 8-án érkezett a hír, hogy a korábban kivégzett XVI. Lajos és Marie Antoinette egyetlen életben maradt fia – akit a legitimisták „XVII. Lajos” néven emlegettek – a fogságban elhunyt. Így június 26-án Lajos Szaniszlót „XVIII. Lajos”-ként királynak kiáltották ki, Mária Jozefinát pedig Franciaország királynéjának tekintették.

### Ade jurekirályné
Húgával, Mária Teréziával továbbra is édesapjuk udvarában tartózkodott, ám annak érdekében, hogy elkerüljék a Szárd Királyság és a Francia Köztársaság közti diplomáciai feszültséget, hivatalosan „Lille grófnője”-ként, inkognitóban maradt Torinóban. Az itáliai hadjárat során azonban Bonaparte Napóleon serege legyőzte a szárd–piemontiakat, így Mária Jozefináéknak menekülniük kellett, egy időben férjével, aki Veronából távozott a francia csapatok elől. A címzetes királyé innen a Habsburg Birodalomba érkezett, ahol Marguerite de Gourbillon-nal Budweisben élt, míg férje Blankenburgban telepedett le.
1799-ben férje felkérte, hogy vegyen részt unokahúgának, Mária Terézia francia királyi hercegnőnek (aki a kivégzett XVI. Lajos egyetlen felnőttkort megért gyermeke) és unokaöccsének, Angoulême hercegének (aki másik fivére, Artois grófjának idősebb fia volt) esküvőjén, az oroszországi Mitauban. Lajos emellett követelte feleségétől, hogy hagyjon fel Gourbillon-nal való kapcsolatával, amely érdekében még I. Pál orosz cárt is megkérte, hogy lépjen közbe az ügy érdekében. Végül 1804-ben Mária Jozefina újból férje mellett kötött ki, ugyanis megromlott pénzügyei miatt nem engedhette volna meg magának továbbra is a külön udvartartást.
Az Orosz Birodalomban a cár védnöksége alatt lévő francia emigráns udvarban töltött évek kikezdték egészségét. Mivel az új cár, I. Sándor 1807-ben békét kötött Napóleon császárral, így a francia udvarral 1808-ban Nagy-Britanniába emigráltak. Új rezidenciájuk a buckinghamshire-i Hartwell House lett. Oroszországból megérkezve Mária Jozefina már ödémás volt, ami később sem csillapodott. Angliai tartózkodása alatt visszahúzódóan élte mindennapjait. A halál végül két évvel később, 1810. november 13-án, életének ötvenhetedik esztendejében érte az ödéma következtében. Utolsó napjain bocsánatot kért környezetétől, elsősorban férjétől, minden általa okozott sérelem miatt. Temetésén a száműzetésben lévő francia, valamint a brit arisztokrácia is részt vett. Mária Jozefinát a westminsteri apátság Miasszonyunk-kápolnájában (Lady Chapel) helyzeték el.

### Fejlemények halála utána
Egy évvel Mária Jozefina halála után testét áthelyezték a Szárd Királyságban lévő cagliari székesegyház Mártírok Szentélyébe (Santuario dei Martiri). Itt fivére, Károly Félix impozáns síremléket emeltetett a számára, amelyre a „Galliarum Regina – Sapiens, prudens, pietissima” (A gallok királynéja – bölcs, megfontolt, legfájdalmasabb sorsú) feliratot vésette.
Miután 1814-ben legyőzték I. Nepóleont és megdöntötték a Császárságot, férje, XVIII. Lajos visszatért az ország élére és elfoglalta annak trónját. Provance grófnéja így nem élhette meg, hogy a Bourbon-restaurációval ténylegesen is az ország királynéja legyen. Férje később sem házasodott meg, ám újabb szeretője lett Zoé Talon, Cayla grófnéja személyében. Mivel nem születtek gyermekei, így trónján öccse, Artois grófja követte.